# Strada statale 7 racc/ter Via Appia
La strada statale 7 racc/ter Via Appia (SS 7 racc/ter) è una strada statale italiana.

## Percorso
La strada è costituita da un breve raccordo che collega la strada statale 7 Via Appia con lo svincolo di Palagianello dell'autostrada A14 Adriatica. Nella segnaletica verticale la strada è indicata come raccordo SS 7 - A14. Essa presenta un'unica intersezione con rotatoria con la strada comunale di Parete Pinto.

### Tabella percorso
| Via Appia |                                            |      |           |
| Tipo      | Indicazione                                | ↓km↓ | Provincia |
|           | Via Appia                                  | 0,0  | TA        |
|           | Strada comunale Parete Pinto               | 0,5  | TA        |
|           | Bologna-Taranto (Svincolo di Palagianello) | 1,1  | TA        |